# Мойдодыр (мультфильм, 1927)
«Мойдоды́р» — советский объёмный анимационный фильм 1927 года, созданный Марией Бендерской на киностудии «Межрабпом-Русь». Снят по мотивам одноимённой сказки Корнея Чуковского. Одна из первых попыток реанимировать покадровую мультипликацию в СССР.
Долгое время мультфильм считался утерянным. Воссозданную по найденой в Чехии копии версию демонстрировали на кинофестивале «Белые Столбы» в 2008 году. 

## Сюжет
От маленького мальчика, который не любил мыться и ходил неряшливым, поутру убегают все его вещи: одеяло с подушкой, книжка, чайник и даже штаны. Вышедший из маминой спальни говорящий умывальник по имени Мойдодыр поясняет причину побега и призывает своих солдат-мочалок, мыло, щётки с гребёнками привести грязнулю в приличный вид. Испугавшись, малыш  пускается  наутёк, а за ним мочалка. Встретившийся знакомый крокодил проглатывает мочалку, а потом грозится также поступить с мальчонкой, если тот не умоется. Мальчишке ничего не остаётся, как вернуться домой и хорошенько вымыться. После банных процедур к нему возвращаются вещи — как хорошо быть чистым и аккуратным.

## История создания
Выбор для экранизации чрезвычайно популярного с момента публикации в СССР стихотворения К. Чуковского демонстрировал серьёзность намерений студии «Межрабпом-Русь» ориентироваться и на молодую зрительскую аудиторию.
М. и С. Бендерскими заканчиваются работы по съёмке мультипликационным способом детской картины «Мойдодыр» по Чуковскому. Большинство наших мультипликаций — рисованные, но на этот раз снимались куклы, игрушки и т. п., то есть мультипликация — объёмная.— «Советский экран» № 20 1927
Из двух десятков снятых в 1927 году мультипликационных фильмов, «Мойдодыр» входит в пятёрку снятых покадровой анимацией, — изрядно подзабытым с 1919 года приёмом Владислава Старевича. Таким образом, 1927 год можно считать годом рождения советской покадровой анимации.

## Создатели
- Режиссёр-мультипликатор, кукловод — Мария Бендерская
- Оператор и художник — Самуил Бендерский

## Судьба фильма
Мультфильм был первой экранизацией одноимённой сказки Корнея Чуковского. Точная дата выхода в прокат неизвестна.
Долгие годы мультфильм считался утраченным, пока его копия не была обнаружена в Национальном киноархиве Чехии. Одну из версий, воссозданную в Праге при участии Госфильмофонда России, показали на XII российском фестивале архивного кино «Белые Столбы» 3 февраля 2008 года. В порядке дружественного обмена между фильмохранилищами одна из копий ныне хранится в коллекции Госфильмофонда России.

## Критика
Российский историк кино Сергей Каптерев отмечает неуклюжие движения персонажей, как и очень узкий диапазон выражений их лиц.

«Мойдодыр» — характерный пример технически несовершенной, но благородно-экспериментальной ранней стадии советской покадровой анимации.
— С. Каптерев, историк кино

## Комментарии
1. ↑  Американский киновед, исследователь раннего советского кинематографа Джей Лейда назвал покадровую анимацию «исконно русской формой»[1].
2. ↑  Новая мультипликационная работа М. и С. Бендерских анонсировалась в августовском номере «Советского экрана» за 1927 год (№ 34)[4].